# Neunkirch
Neunkirch ist eine politische Gemeinde des Kantons Schaffhausen in der Schweiz.

## Geographie
Das Landstädtchen Neunkirch liegt im Klettgau, rund 13 km westlich von Schaffhausen. Gemeindepräsident ist Ruedi Vögele (SVP).
Im Südosten verläuft die Grenze zwischen Deutschland und der Schweiz.

## Geschichte

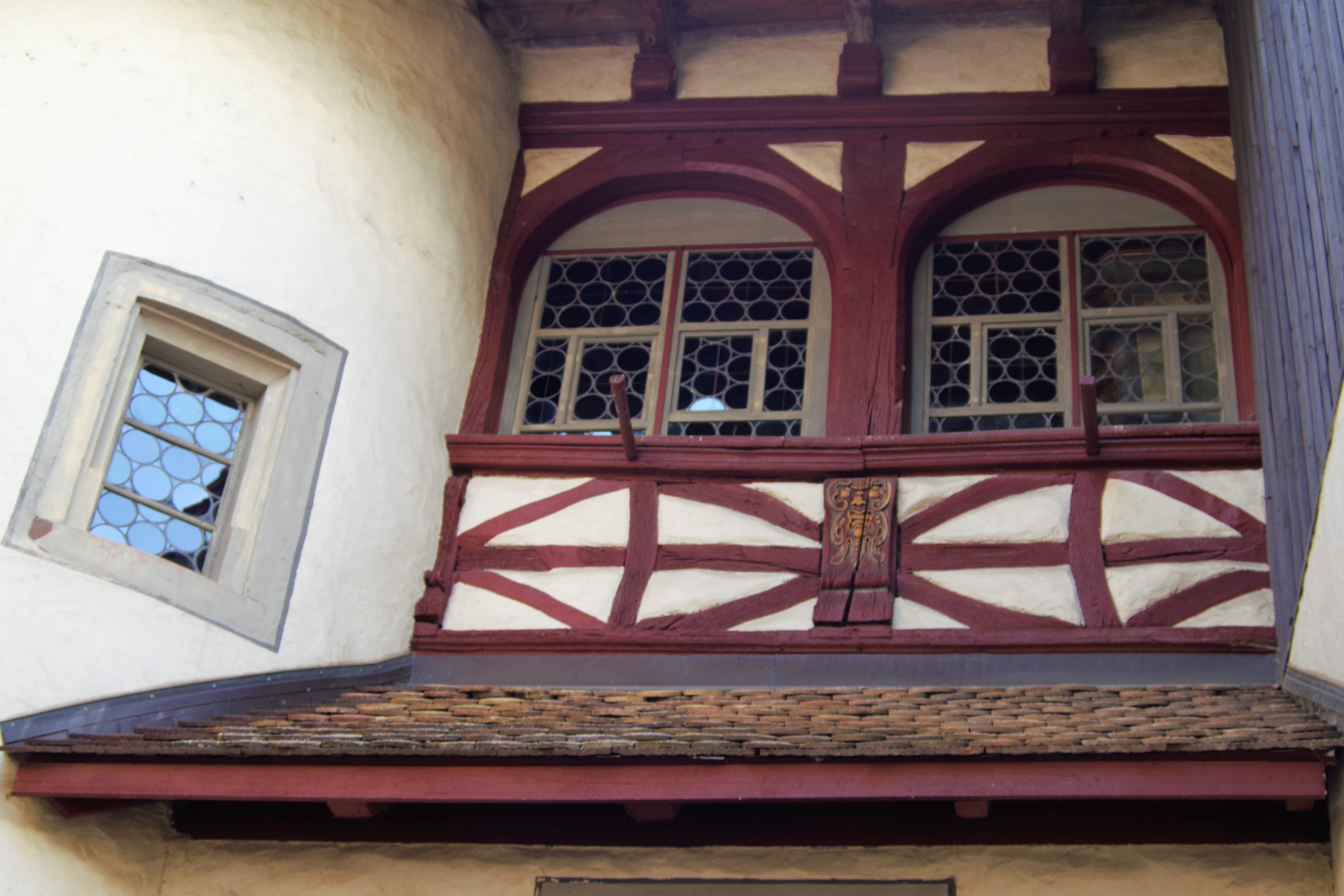
Fachwerklaube am Schloss Neunkirch

Neunkirch wird zum ersten Mal als Ausstellungsort einer Schenkungsurkunde an das Kloster Rheinau erwähnt. Dies geschah am 21. September, einem Sonntag, als Antwarth Abt und Ludwig König war. Das genaue Jahr ist nicht angegeben. Die Amtszeit des Abtes Antwarth ist nicht näher bekannt. Jedoch fiel während der Regierungszeit von König Ludwig dem Deutschen (843–876) der 21. September nur in den Jahren 850, 861, 867 und 872 auf einen Sonntag.
Mehr als den Namen erfährt man nicht aus der Urkunde. Erst 1122 wird ein Vogt in Neunkirch erwähnt und 1155 besass der Bischof von Konstanz die Kirche und einen Hof. Wer aber zu dieser Zeit die Stadtherren gewesen waren, ist nicht bekannt. Vermutlich war es ein Adelsgeschlecht, das sich selber de Niuchilchun nannte. Dieses Geschlecht ist bis Ende des 13. Jahrhunderts nachweisbar. Jedoch waren sie zu dieser Zeit nicht mehr die Stadtherren, denn als Bischof Eberhard II. von Waldburg 1260 die Hohe- und Niedere Gerichtsbarkeit sowie zwei grosse Höfe erwarb, kaufte er diese von den Freiherren von Krenkingen.
Kurze Zeit später wurde Neunkirch zerstört. Ob dies durch einen Brand oder feindliche Truppen geschah, ist unbekannt. Jedoch wurde Neunkirch nach der Zerstörung planmässig wieder aufgebaut. Es entstand eine befestigte Ortschaft mit vier geraden Gassen. Heute noch ist dieser historische Ortskern zu sehen. In die Zeit der Neugründung muss auch die Ernennung zur Stadt geschehen sein. Neunkirch war als Zentrum gegründet worden, jedoch konnte es diese Funktion nie den Möglichkeiten entsprechend einnehmen, da sie von Anfang an von der nahen Stadt Schaffhausen unterdrückt wurde. So wurden Neunkirch die üblichen Stadtrechte wie das Markt- und Münzrecht untersagt. Dies verhinderte in späteren Jahren das Wachstum.
Neunkirchs Befestigung war nicht ohne Grund gebaut worden. 1440 fielen feindliche Truppen in das Klettgau ein und plünderten den Ort. Kurze Zeit später schloss der Bischof von Konstanz ein Bündnis mit den Eidgenossen, worauf auch Neunkirch unter diesen Schutz kam. Im Schwabenkrieg 1499 besetzten zürchische Truppen Neunkirch, da es dem Bischof von Konstanz unterstand, der mit den Schwaben sympathisierte. Im weiteren Verlauf des Krieges blieb aber Neunkirch verschont.
1525 endete schliesslich die Herrschaft der Bischöfe von Konstanz. Durch die Reformation und die Gründung einer Täufergemeinde in Waldshut vermehrt unter Druck geraten, veräusserte das hoch verschuldete Bistum den Ort für 8500 Gulden an Schaffhausen. Von diesem Tage an stellte die Stadt Schaffhausen die Vögte in Neunkirch, welche im Schloss Neunkirch residierten. Für die Bevölkerung änderte sich indes kaum etwas. Im Dreissigjährigen Krieg blieb Neunkirch von kriegerischen Auseinandersetzungen verschont, litt aber unter der hohen Inflation und der Pest, die 300 Menschen dahin raffte. Ganz knapp entging es einer Plünderung im Oktober 1633, als kaiserliche Truppen das Wutachtal hinab marschierten. Dabei plünderten die Reiterei Beggingen, Schleitheim sowie Hallau, Oberhallau, Siblingen, Trasadingen und Wilchingen.
Während der nächsten gut 150 Jahre änderte sich nicht viel in Neunkirch. Die Entwicklung der Wirtschaft wurde von Schaffhausen unterdrückt und die Bürger durch hohe Abgaben belastet. Zudem florierte die Vetternwirtschaft, was es den niederen Bürgern verunmöglichte, gegen Ungerechtigkeiten seitens der Vögte vorzugehen. Obwohl es den Bauern versagt blieb, zu studieren, gelangten dennoch die Gedanken der Aufklärung über Reisläufer und Gesellen auf Wanderschaft in das Bewusstsein der Neunkircher. Mit mehreren Petitionen an den Schaffhauser Rat versuchten die Bürger ihr Los zu bessern, wurden aber in den meisten Fällen abgewiesen. Eine wichtige Änderung, die gestattet wurde, war, dass Neunkirch ab 1795 das Recht erhielt, zweimal jährlich einen Markt abzuhalten. Eine weitere Änderung, die den ganzen Kanton betraf, war die unentgeltliche Abschaffung der Leibeigenschaft 1797.
Ausgelöst durch Napoleons Siege brachen 1798 in der ganzen Schweiz Unruhen aus, die eine Änderung und die Abschaffung der damaligen Staatsform forderten. In Neunkirch geschah dies im Februar 1799. Am 1. dieses Monats kamen im Neunkircher Gemeindehaus Abgeordnete von 22 Schaffhauser Gemeinden zusammen, um ein Memorial mit dem Begehren der Landschaft zu verfassen. Darin forderten sie die Gleichheit von Stadt und Land sowie eine Versammlung mit einem frei gewählten Abgeordneten je 50 Bürgern für die Ausarbeitung einer neuen Verfassung. Darauf versammelten sich Abgeordnete der Gemeinde und Stadt in Neunkirch. Die Schaffhauser Abgeordneten verkündeten die Gleichheit von Stadt und Land, erklärten aber, dass für die Ausarbeitung der Verfassung nur je 12 Bürger von Land und Stadt zusammenkommen sollen. Als dies bekannt wurde, stürmten hunderte von Bürgern den Saal und liessen sich erst wieder zum Gehen bewegen, als ihnen versprochen wurde, dass die Abgeordneten der Stadt für das Begehren eintreten werden. Am nächsten Tag kam die Antwort von Schaffhausen, die allen Begehren der Landschaft entsprachen.

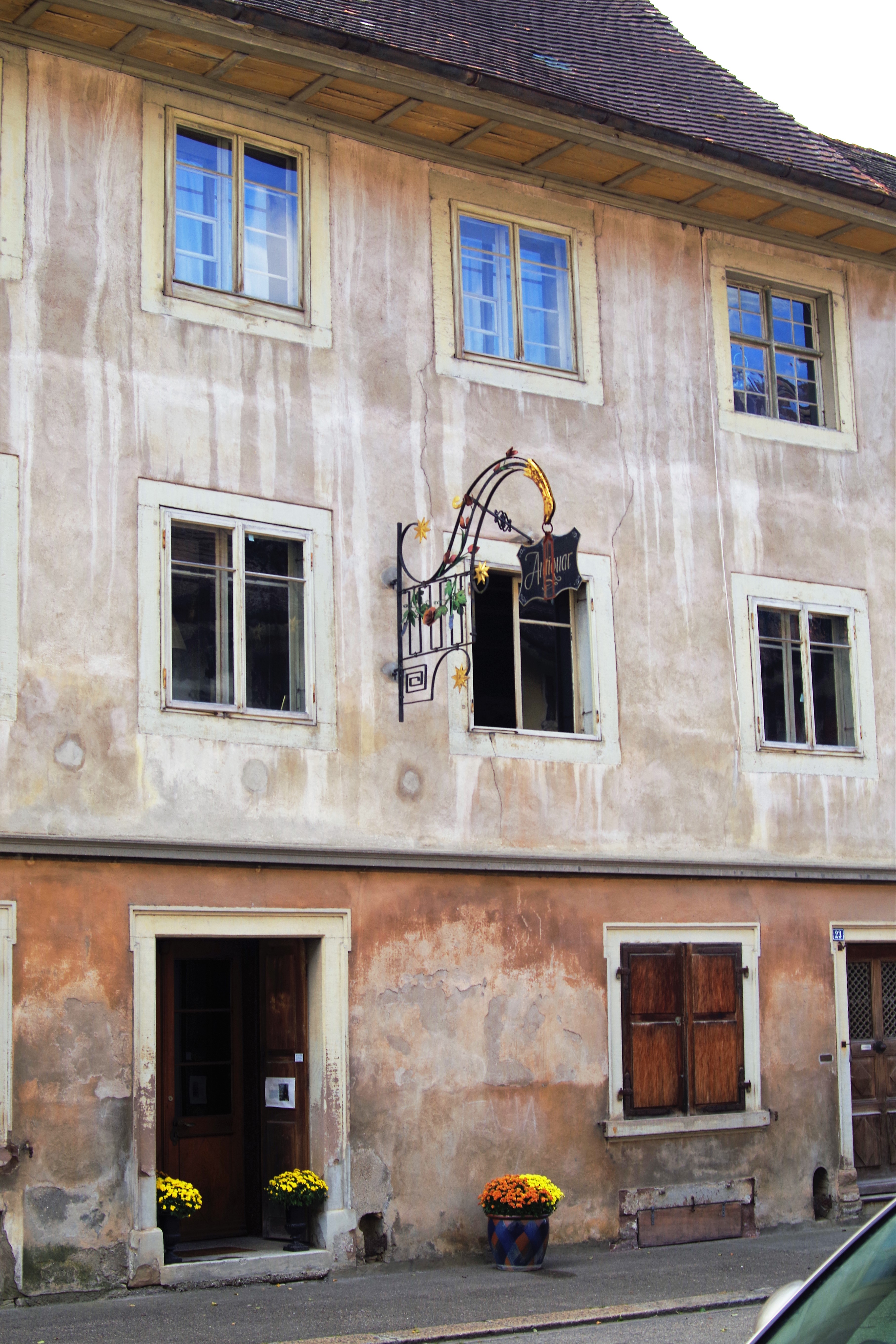
Antiquariat (ehem. Hans Soller)

Historisches Luftbild von Walter Mittelholzer von 1923

## Name
In der Ersterwähnung im 9. Jahrhundert wird Neunkirch als Niuchilchun bezeichnet. Niu heisst «neu» und Chilchun «Kirche», zusammen: «Neue Kirche». Im Laufe der Geschichte des Ortes änderte sich dieser Name. Er hiess Nuinchilchen, Niunchilchen und Nüwenkilch. Im 17. Jahrhundert wurde er Nükilch und Nünkilch genannt.
Im Laufe der Jahre wechselten Schreibungen mit und ohne «n». Man vermutet, dass man die Ortschaft Neunkirch schrieb, um Verwechslungen mit anderen Ortschaften namens Neukirch im Bistum Konstanz zu vermeiden.

## Wappen
Blasonierung:
In blau weisse Kirche mit Flankenturm und roten Dächern.
Das Wappen der Gemeinde Neunkirch wurde von Anfang an und ausschliesslich durch seinen Namen bestimmt. Nachgewiesen seit 1433 bildet die „neue Kirche“ das Hoheitszeichen der Ortschaft. Im Laufe der Zeit veränderte sich das Aussehen der Kirche auf dem Wappen, vermutlich entsprechend dem jeweiligen Aussehen der Kirche zu jener Zeit. So sind zum Beispiel mal zwei oder sogar drei Türme auf dem Bild zu sehen. Am 23. Juni 1949 wurde das heute noch aktuelle Gemeindewappen mit der Tinktur endgültig festgelegt.

## Bevölkerung
| Jahr      | um 1300 | 1530    | 1798     | 1850 | 1900 | 1950 | 2000 | 2020 |
| Einwohner | ca. 170 | ca. 460 | ca. 1087 | 1640 | 1206 | 1217 | 1722 | 2333 |

## Sehenswürdigkeiten
Bedeutende Kirchenbauten sind die beiden evangelischen: die Stadtkirche in der Altstadt und die Bergkirche.
Im Ortsmuseum (Im Oberhof, Schloss Neunkirch) sind zwei Pestsärge aus Siblingen erhalten.
Es werden verschiedene Führungen rund um das Städtli angeboten.

## Sport
In Neunkirch gibt es einen Unihockey-, Fussball-, Volleyball- und einen Schiessclub sowie einen Turnverein mit Unterriegen für alle Altersklassen.
Die Frauen des FC Neunkirch spielten von der Saison 2013/14 bis zur Saison 2016/17 in der höchsten Schweizer Fussballliga (NLA). 2017 wurden sie Schweizer Meister.
Das Dorf besitzt ein Schwimmbad und mehrere Sportplätze für Fuss-, Hand- und Basketball. Der Wald lässt sich gut für sportliche Aktivitäten wie Joggen, Biken oder Spaziergänge nützen.
Bei Neunkirch liegt der Flugplatz Schmerlat. Er ist außer dem Flugplatz Bohlhof der einzige Flugplatz für Segel- und Motorflugzeuge im Klettgau.

## Verkehr
Der Bahnhof Neunkirch liegt an der Hochrheinbahn zwischen Schaffhausen und Basel. Die S-Bahn Schaffhausen verkehrt hier halbstündlich in beide Richtungen. 

## Persönlichkeiten
- Johannes Rietmann (1679–1765), Reisläufer, Maréchal de camp
- Johann Georg Müller (1759–1819), Theologe, Pädagoge, Geschichtsschreiber, Publizist und Politiker
- Johannes Wildberger (1815–1879), Instrumentenmacher und orthopädischer Laienbehandler in Bamberg
- Hans Schmid (1903–2002), Bildhauer und Maler
- Hans Wildberger (1910–1986), evangelischer Geistlicher und Hochschullehrer an der Universität Zürich